# Dimini

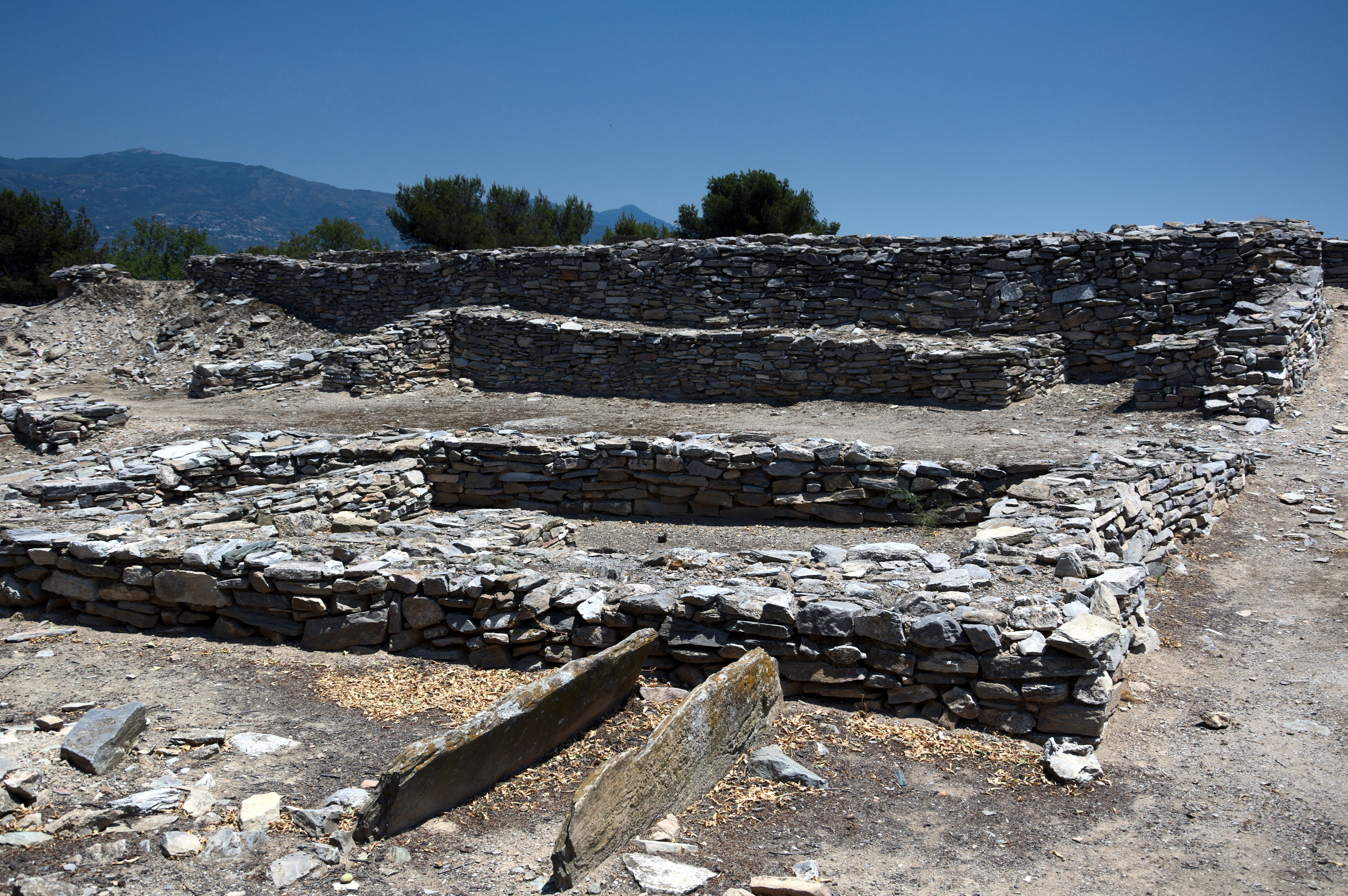
Utgrävningar i Dimini.

Dimini (grekiska: Διμήνι; äldre form: Diminion) är en ännu existerande by nära staden Volos, i Thessalien  i centrala Grekland i Magnesien. Den var säte för kommunen Aisonia. Namnet Aisonia går tillbaka till antiken och det är den västligaste platsen i Volos-området. Dimini-området innehåller både en mykensk bosättning och en neolitisk bosättning. Den neolitiska bosättningen i Dimini upptäcktes i slutet av 1800-talet och grävdes först ut av arkeologerna Valerios Stais 1901 Christos Tsountas 1903. Palatset i det antika Iolkos tros vara beläget i dagens Dimini, där ett mykenskt palats nyligen grävdes ut.

## Den nutida byn
| År   | Befolkning |
| ---- | ---------- |
| 1981 | 1608       |
| 1991 | 1956       |
| 2001 | 2125       |
| 2011 | 2279       |

## Diminis bosättning
Platsen för Diminis bosättning täcker ett område på omkring 5000 kvm. Platsen blomstrade under den tessaliska senneolitiska perioden (ca 4000 - 3000 f.Kr.). Från den tidigare delen av yngre stenåldern har endast en handfull skärvor hittats i Dimini och lämningarna från tiden efter neolitikum utgörs av några så kallade  av cistgravar från mellersta bronsåldern. Kullen har använts som gravplats under denna tid. En tholosgrav av mykensk typ konstruerades under yngre bronsåldern. Det var vid utgrävningen av tholosgraven som bosättningen hittades. Arkitekturen i den andra fasen i Dimini har använt samma konstruktionsmetoder och material som i Sesklo. Diminis befästningar består av 6 eller 7 koncentriska murat. Vissa av dessa murar låg så nära varandra som 1 m och kan ha varit ruinfyllda dubbelsidiga fästningsmurar. Det ursprungliga antalet väggar är okänt. Murarna varierar i tjocklek från 0,6 meter till 1,4 meter, har uppskattats ha haft en höjd av 2 till 3 meter och var konstruerade av grova sten sammanfogade med lera.  De hade troligtvis också påbyggnader av lertegel eller träpalissader. Murarna följer kullens konturer och det finns inga hörn eller torn. På högsta delen av kullen fanns en innergård med oval form. På innergården stod en megaron och några mindre byggnader. Möjligen fanns ytterligare en megaron mellan de omslutande murarna.
Platsen övergavs inte under slutet av neolitikum utan bosättningen fortsätter som en större stad under bronsåldern med ett stort palats från mykensk tid.

### Arkeologiska upptäckter i Dimini
Platsen upptäcktes 1901 av Valerios Stais som grävde en tholosgrav på kullen i den neolitiska bosättningen. 1903 fortsatte Christos Tsountas utgrävningarna på platsen. 1977 tog George Chourmouziadis åter upp utgrävningar vid den neolitiska bosättningen. Utgrävningar av den senare mykenska bosättningen i Dimini började 1980 av V. Adrimi-Sismani. Fyndet av det mykenska palatset, som var av stor betydelse i regionen under mykensk tid, och har ett samband med tholosgravarna visar att platsen var en plats för en överklass  som bodde Dimini i slutet av den mykenska bronsåldern. Detta fynd gjordes 2001  då utgrävningarna avslöjade ett mykenskt stads- och palatskomplex på platsen, som har tolkats som en del av antika Iolkos. En stenvikt och en skärva med linjär B-skrift hittades också på platsen.
Den neolitiska Diminikulturen är känd för sina målade lerkärl med abstrakta mönster. Diminikeramik är den senare neolitiska periodens keramik i östra Thessalien, även om denna keramik var en handelsvara, som också imiterades utanför regionen och den har hittats så långt bort som Cakran i Albanien.
Sesklo och Dimini är två viktiga bosättningar från Greklands neolitikum cirka 6000-3000 f. Kr. Platserna ligger bara några mil från varandra i Thessalien-regionen och grävdes ut mellan 1899 och 1906 av Christos Tsountas. Båda bosättningarna inkluderade en stor central megaronbyggnad omgiven av mindre byggnader och hus, samt inneslutande murar. Syftet med dessa murar har varit omstritt. Tsountas   hävdade redan från början att de hade defensiva militära karaktär. Sedan dess har fler arkeologer omvärderat murarna och menat att de istället fungerade som stödmurar, för bostadsutrymmen, som hus för djuren eller utrymmen för rituella ändamål. Oavsett deras syfte förstärkte befästningarna skillnaden mellan bosättningens inre och omvärlden. 
Resterna vid bosättningen vid Sesklo tyder på att platsen har bränts ner och förstörts, vilket utgör fakta som talar för konflikt i samhället. Det finns information som pekar mot att Diminibosättningen kan vara skyldig till förstörelsen vid Sesklo. Branden kan ha haft andra orsaker,då byggnader hade brandfarliga byggmaterial. Den så kallade invasionsteorin menar att befolkningen i den neolitiska diminikulturen var ansvariga för den våldsamma erövringen av Sesklokulturen omkring 5000 f.Kr.  Teorin behandlar kulturerna som åtskilda och som två separata kulturella och etniska enheter. Arkeologerna I. Lyritzis .och  R. Galloway ger dock en annan bild av historien av relationerna mellan Diminikulturen och Sesklokulturerna. De jämförde keramiska material från både Sesklo och Dimini och daterade dessa med hjälp av termoluminescens. De upptäckte då att invånarna i bosättningen i Dimini bosatte sig där omkring 4800 f.Kr., fyra århundraden före Sesklokulturens fall cirka 4400 f.Kr. De drog då slutsatsen att de båda kulturerna hade samexisterade under en tidsperiod på 400 år.

## Murarna tolkade som försvarsmurar
Att bygga en mur var i sig själv ett uttryck för bosättningens förmåga och beredskap att försvara sig. Beslutet att bygga dessa murar uttrycker en brist på förtroende som bosättningar som Sesklo och Dimini kan ha haft gentemot varandra eller gentemot andra neolitiska bosättningar. Att dessa neolitiska bosättningar kände ett behov att avgränsa och skydda sina områden, är en indikation på viss oro. Dimini hade kontroll över produktion och utbyte av en exotisk och värdefull typ av ostronskal, som användes för personliga smycken som ringar, pärlor och knappar. Denna typ av smycken var begränsat till samhällets eliter och var ett uttryck för status. Befästningar kan ha haft till avsikt att skydda denna värdefulla tillgång. Olika typer av vapen har hittats vid Sesklo, inklusive slungstenar av sten och lera, samt yxor och knivar. Dessa vapen skulle i strid ha gett befästa platser och deras försvarare en fördel av skydd vid angrepp. Dessa vapen kan ha haft helt andra syften till exempel jakt och hantverk.

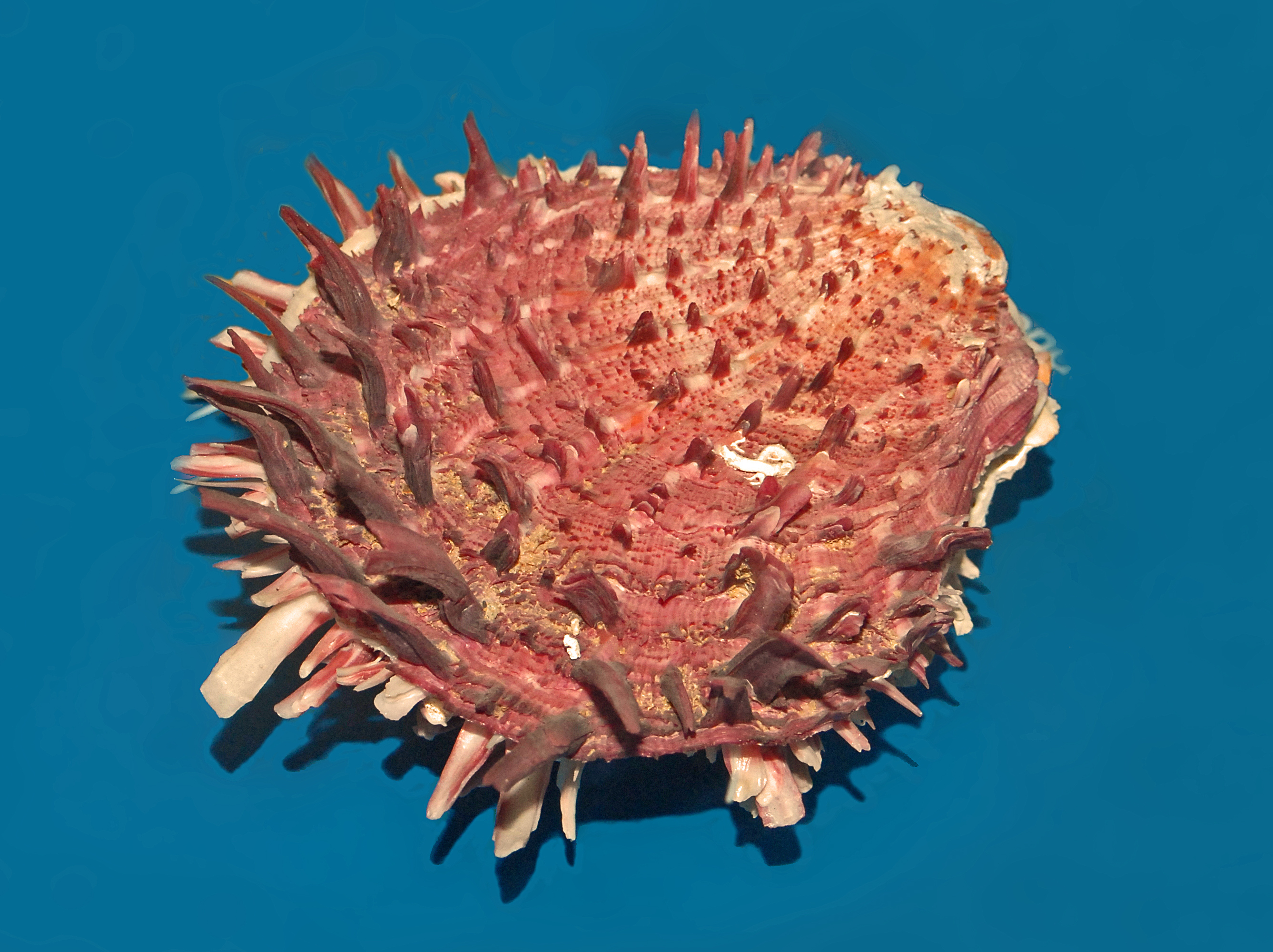
Värdefullt ostron skal använt till smycken av invånarna i Dimini

### Murarnas konstruktion
På andra neolitiska platser i Europa byggdes strukturer med samma konstruktionsmetoder och där en militär funktion har visat vara en mycket övertygande orsak. Platser som Makriyalos i Pieria, Strofilas på Andros och i nordöstra Bulgarien. Det är osannolikt att både Sesklo och Dimini skulle ha använt samma typ av murar för helt andra ändamål.  Stora tomma landområden som utgjorde buffertzoner mellan olika bosättningar kan visa mot konflikter. Eventuella inkräktare tvingas korsa dem för att kunna närma sig en fientlig bosättning, vilket gav försvarare möjlighet att förbereda sitt försvar. Sådana tomma områden fanns i Thessalien vilket är en indikation på konflikt och ett behov av defensiva befästningar. Murarna vid båda bosättningarna inkluderade så kallade baffelportar, en klassisk typ av portar hos befästa platser under denna tidsperiod i Grekland. Denna port har funktionen att tvinga anfallare att exponera sina flanker, genom att de tvingas svänga åt vänster och då exponera sin mera oskyddade högra sida  då de hade skölden på vänster arm. Sesklo hade en sådan port på västra sidan, som inte skyddades av den branta ravinen som ligger på östra sidan av bosättningen. Dimini hade hela 4 eller 5 av dessa portar, liksom andra smala öppningar i bostads- och arbetsområden, som var lätta att försvara, tvingade anfallarna att sakta ner. Många portar kunde förvirra inkräktare och ge försvarana flera utgångar för utfall mot angriparna.

## Alternativa funktioner
Vid ytterligare undersökning har många arkeologer bestämt att det finns många andra troliga användningsområden för väggarna som finns vid Sesklo och Dimini. Dessa funktioner inkluderar symboliska funktioner för rituella ändamål, markörer för tillvänjningsutrymmen, djurhöljen och organisering av rymden inom bosättningen.  Med tanke på konsekvenserna av att bygga en mur är det möjligt att de var avsedda att avskräcka attacker i första hand snarare än att faktiskt fungera som en skyddsåtgärd mitt i fysisk konflikt.  Vid de senare utgrävningarna av Dimini hittades inga tecken på att överbyggnader hade täckt murarna vilket kan tyda på att de inte var defensiva till sin natur. Men frånvaron kan vara orsakad  av erosion. Utgrävare har menat att befästningar skulle ha sin grund i betydande social stratifiering och sådan stratifiering verkar inte ha funnits vid Dimini. Påståendet är tvivelaktigt då aggressiva handlingar påvisats även i inte stratifierade grupper under neolitikum.Ett annat argument är att mikroklimatet inom Thessalien-regionen orsakar i stora växlingar jordbrukets framgång. Konflikter skulle vara farliga för båda parter och onödiga. Men det är allmängiltigt för alla konflikter. Forskare menar att uppdelning av marken genom förhandlingar och lösning av konflikter, varit det mest fördelaktiga vilket gör det osannolikt att murarna vid Sesklo och Dimini hade militära syften.

## Bildgalleri

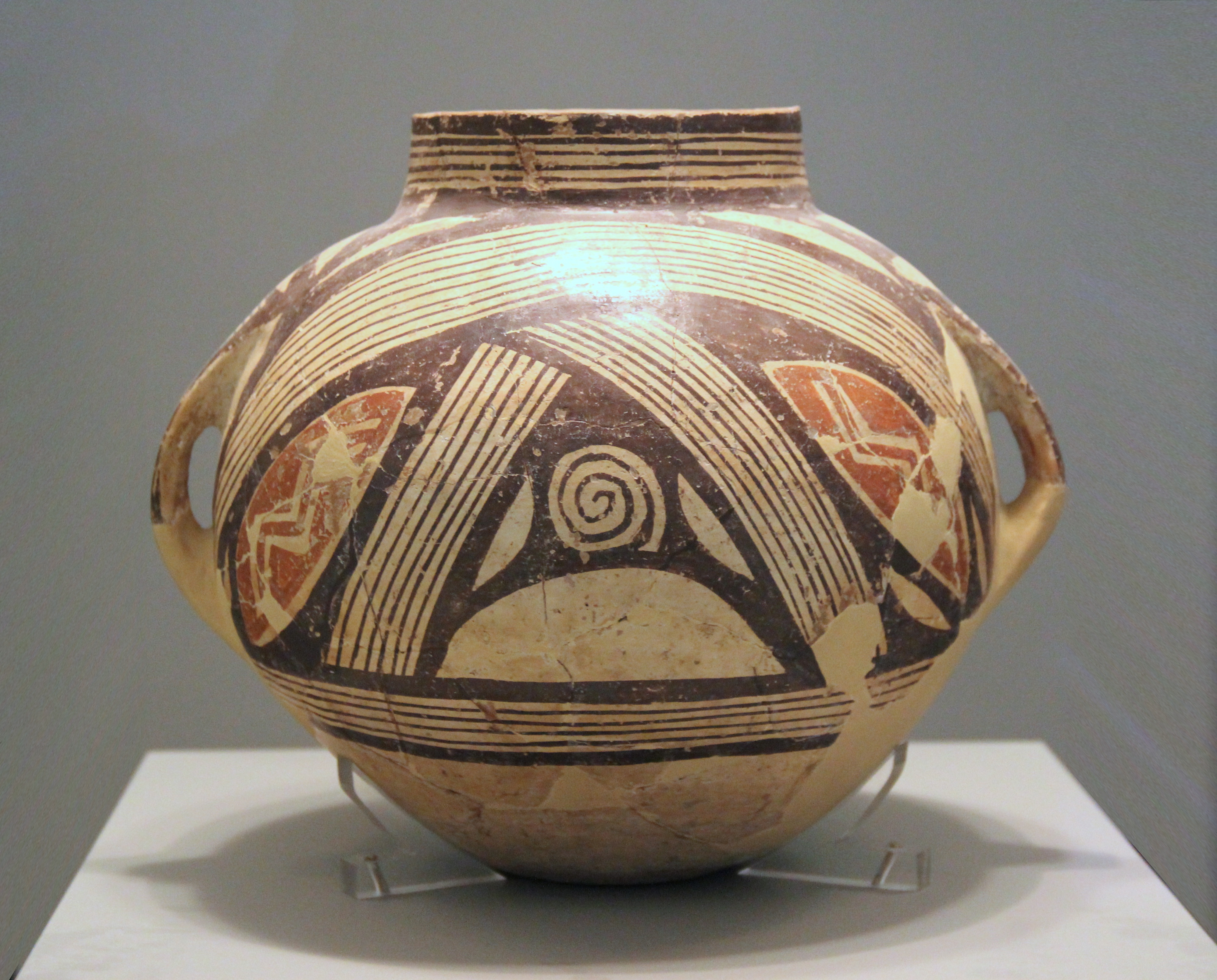
Keramikvas med flerfärgad dekoration, Dimini, Magnesia, från senare delen av neolitisk tid (5300-3300 f.Kr.). Keramik; höjd: 25 cm , diameter: 12 cm; Atens nationella arkeologiska museum.
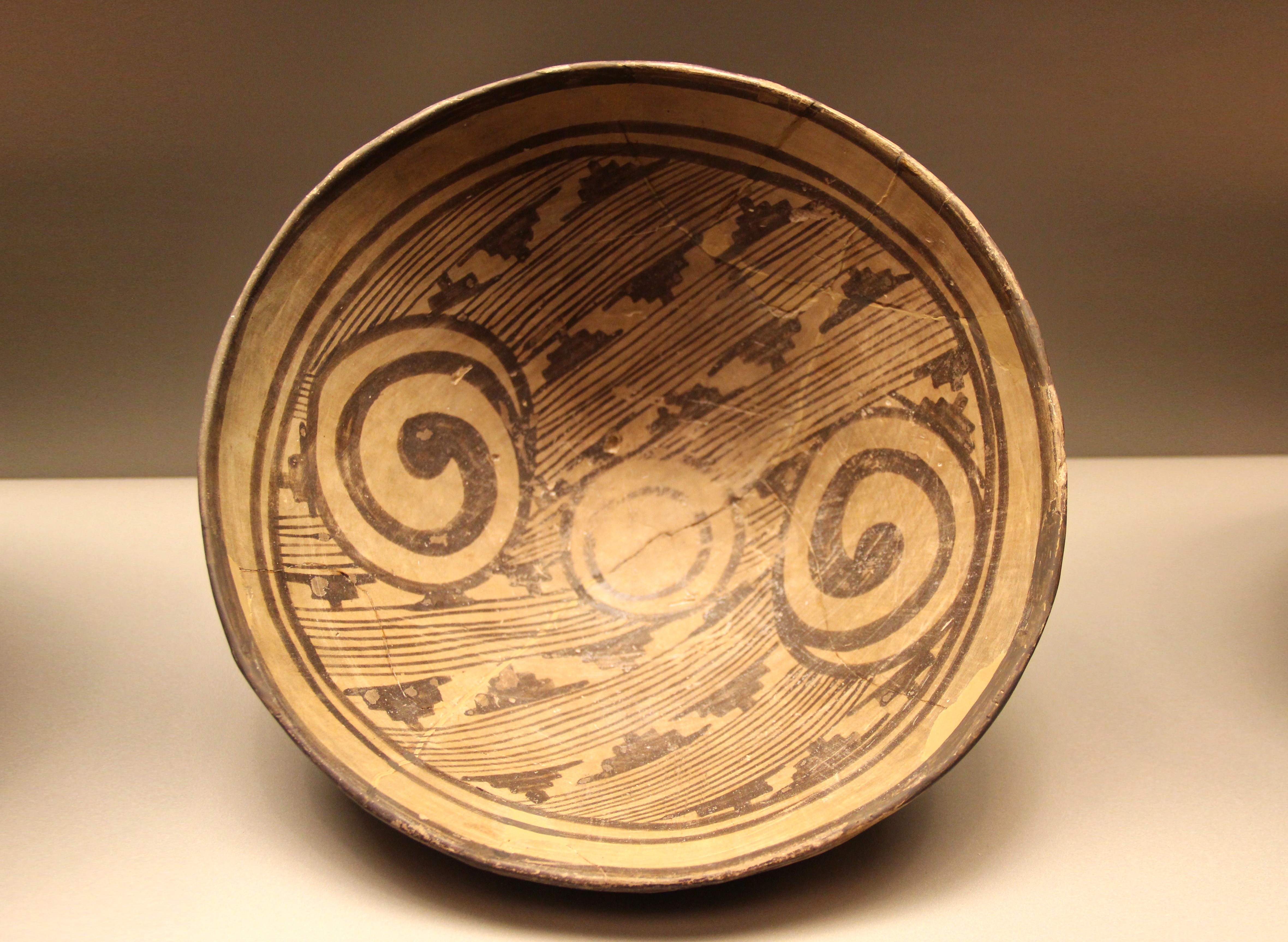
Dimini skål,Atens nationella arkeologiska museum.
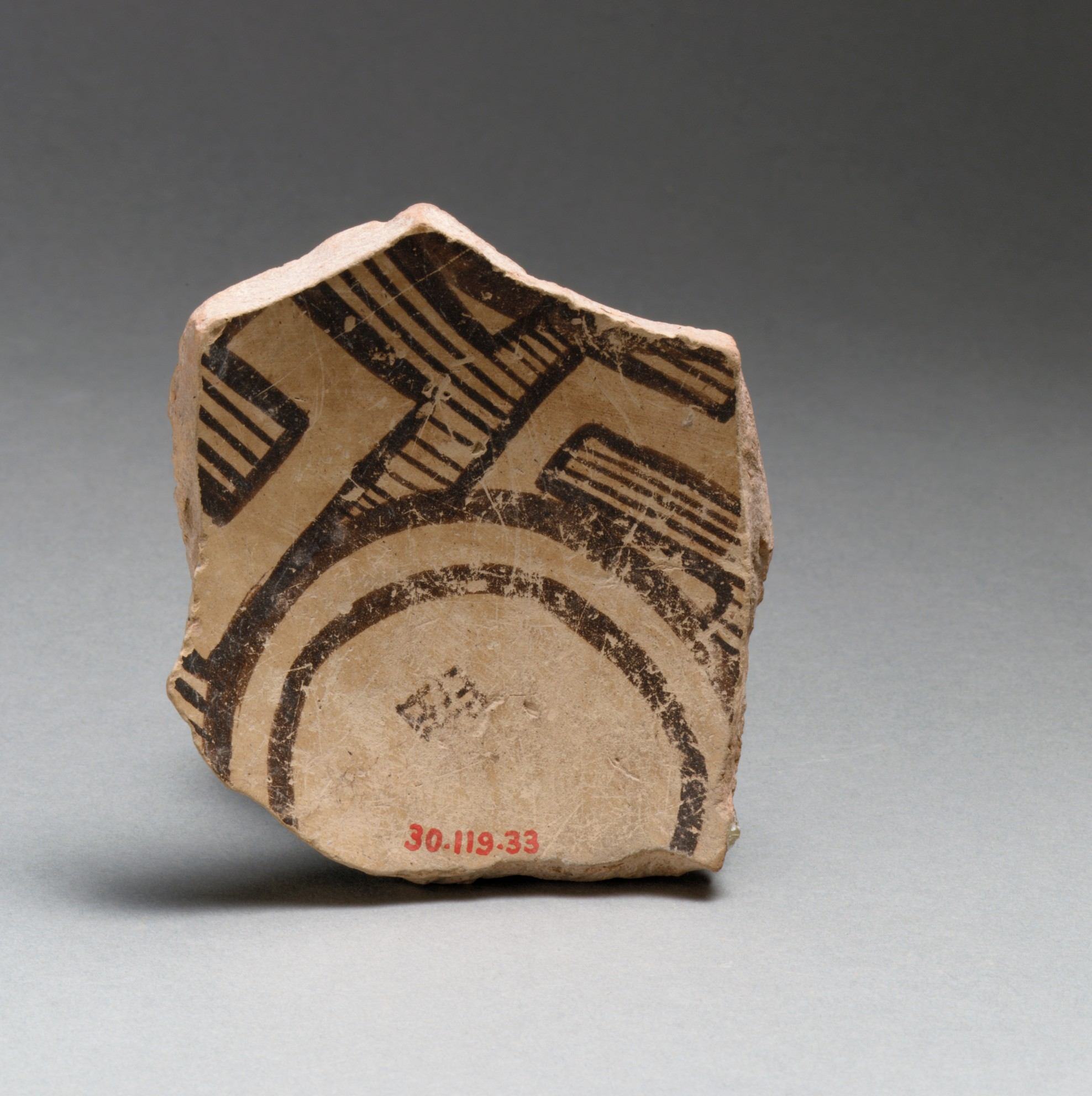
Terracotta bas och undre delen av kärl; 3800-3300 f.Kr.; terracotta; längd: 7,5 cm; Metropolitan Museum of Art (New York City).
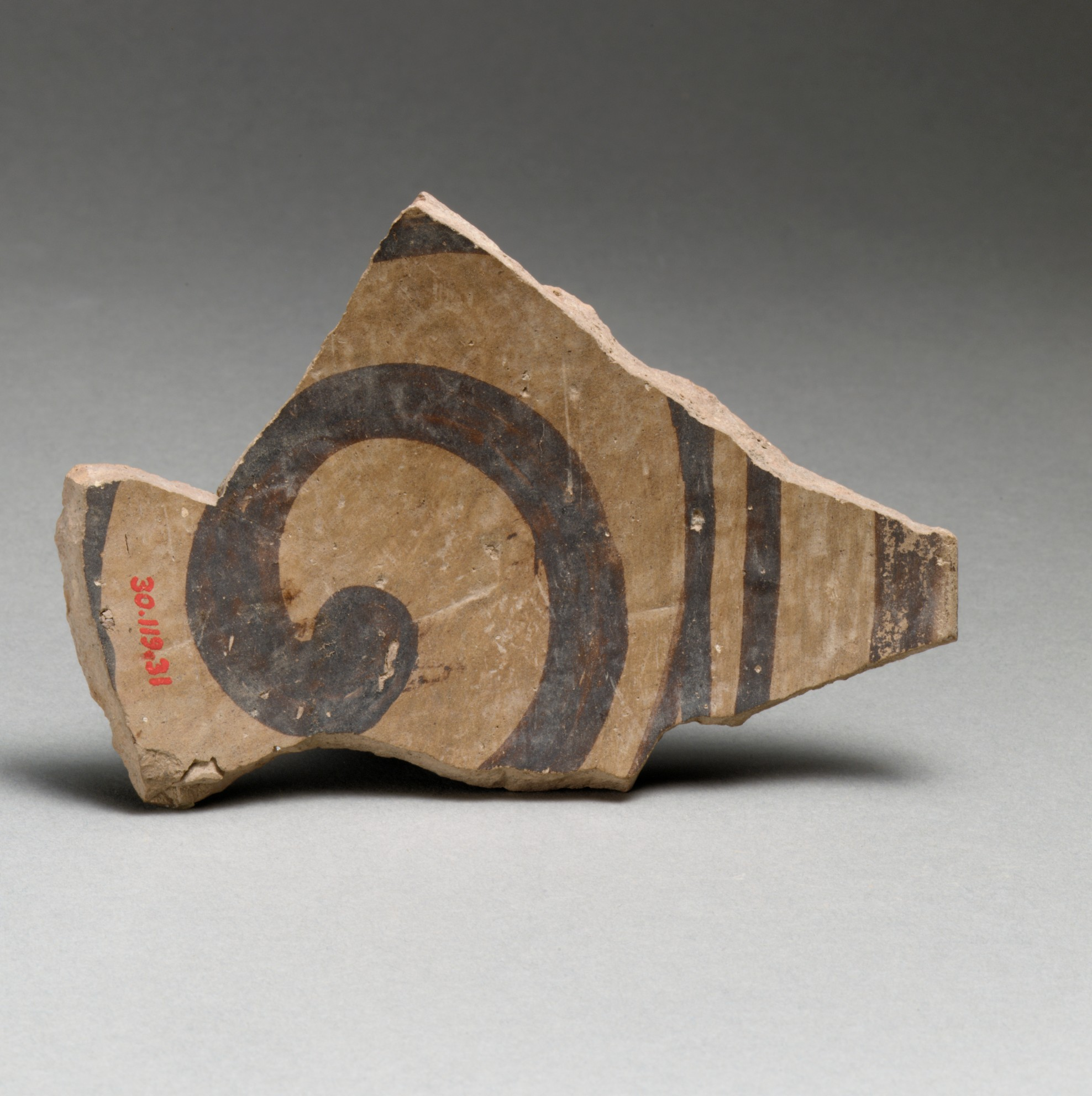
Terrakotta fragment; 3800-3300 f.Kr.; terrakotta; längd: 10,6 cm ; Metropolitan Museum of Art.
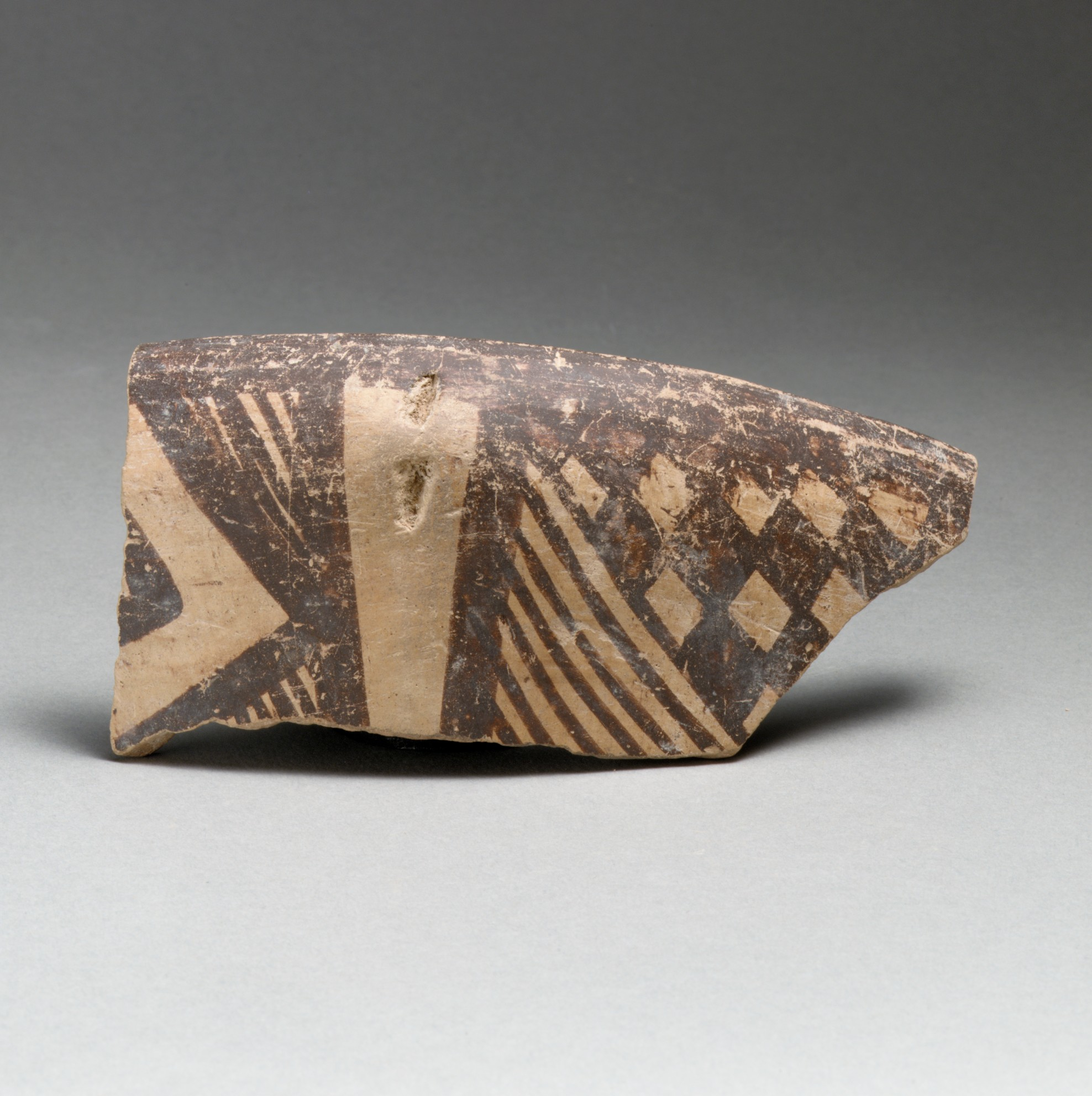
Terrakotta del av skål; 3800-3300 f.Kr.; terrakotta; längd: 12,8 cm ; Metropolitan Museum of Art